# Sericolea arfakensis
Sericolea arfakensis är en tvåhjärtbladig växtart som beskrevs av L. S. Gibbs. Sericolea arfakensis ingår i släktet Sericolea och familjen Elaeocarpaceae. Inga underarter finns listade i Catalogue of Life.